# モリー・マグワイアズ
モリー・マグワイアズ（英語：Molly Maguires）は、アイルランド系アメリカ人の秘密結社、またその構成員の複数形。多くの歴史家は、1876年から1878年に一連の世間を騒がせた逮捕劇と裁判が行われるまで、アメリカ合衆国ペンシルベニア州の無煙炭炭田地域に、モリーズ （モリー・マグワイアズの意）が存在していたと考えている。モリー・マグワイアズは誘拐などいろいろな犯罪の犯人とされたが、それはほとんど、ある有力な実業家の主張と、ピンカートン探偵社の探偵の証言に依拠するものであった。モリー・マグワイアズの一員と疑われた者に対して同房の他の収監者が証言することもあったが、そうした証言は強要されたり買収されたものであると考える者もいる。
当時、アイルランド系の坑夫の一部が、搾取的な状況に抵抗すべく策動していたことは、ほぼ間違いない。しかし、トラスト側は、もっぱらモリー・マグワイアズだけを犯罪者集団として狙い撃ちしたようである。これは、アイルランド系坑夫たちが、給料の2割削減をきっかけに起こったストライキの際に、労働組合の戦闘的活動の中核を担っていたためであったものと思われる。その当時は暴力沙汰が日常的になっており、特に秘密の組織を作っていると目されていたカトリックのアイルランド系坑夫たちが、その犠牲となった。
捜査や裁判、また刑の執行も不適切な形で行われた。ピンカートン探偵社の探偵からもたらされた情報は、本来なら探偵者と、依頼者であるこの地域で最も有力な実業家にだけ提供されるはずのものであったが、その情報は、モリー・マグワイアズの一員とされたアイルランド系坑夫たちやその家族を襲撃し、殺害した、自警団の手にも渡っていた。ストライキを打った労働組合を破壊することで経済的利益を得る立場にあった実業家は、モリー・マグワイアズの一員とされた労働者の裁判で、検察官役を務めもした。
モリー・マグワイアズの歴史は、個人的な復讐を動機とした地下活動の告発として描かれることもあれば、組織的な労働運動と強力な産業側との力のぶつかり合いとして描かれることもある。モリー・マグワイアズの組織と、労働組合構成員がどれほど重複していたかは明らかではなく、全く憶測の域を出ない。モリー・マグワイアズが存在したことを示す証拠は全くと言ってよいほど残されておらず、後世に残された情報は、ほとんどが当時の観察者による偏見を帯びた記述である。

## アイルランドにおける起源
モリー・マグワイアズの起源はアイルランドにある。アイルランドでは、Whiteboys、Peep O'Day Boys などと称した秘密結社が18世紀初頭から現れ、19世紀のほとんどの時期を通して存在していた。歴史家ケビン・ケニー (Kevin Kenny) は、著書『Making Sense of the Molly Maguires』において、モリー・マグワイアズと「組織的な連続性が認められるもの」をたどって、19世紀前半のリボンメン (Ribbonmen)、さらにそれに先んじた18世紀末の Defenders に言及している。これとは別に、Ancient Order of Hibernians (AOH) というアメリカ合衆国で設立された組織も、しばしばモリー・マグワイアズに関連づけて語られるが、これは社交組織と表現するのが適切な団体である。一部には、モリー・マグワイアズと リボンメン、AOH の3者を同じ組織の別名と考える者もいるが、ケニーはこうした結びつけ方は疑問だとし、これらをひとつと見なす見方は「（モリー・マグワイアズを）最終的に壊滅させた行為に重要な合理性を与える」ための「戦略」である、と述べている。ケニーの見解では、AOHの組織でも、アイルランドに拠点を置くものは秘密結社であり、その一部には暴力的なものもあるという。ケニーは、アイルランドの北中部や北西部からやってきた指導者たちが「AOHの末端組織を、古典的な Ribbonmen に通じるような目的に変質させていった」過程を描写している。
「リボンメン協会 (the Society of Ribbonmen)」という名の特定の組織も存在していたが、「リボンメン」は、アイルランドの農村部で誰であれ暴力と結び付く者を意味した言葉だった。AOHの公式の歴史によると、AOHの組織はこうしたリボンメンたちによってアイルランドにも広められた。ケニーは、「AOHを、リボニズムから生まれた大西洋の両岸にまたがる組織と見る限り、それは平和的な社交組織であり、暴力的な陰謀組織ではない」と見ている。地域によっては、「リボンメン」と「モリー・マグワイアズ」は同義で用いられるが、リボンメンの組織が「世俗的、コスモポリタン的、プロトナショナリズム的」であるのに対し、モリー・マグワイアズは「農村的、局地的、ゲール的」であるとして、両者の間に線を引く者もいる。
アイルランドにおける農民の反乱は、小規模なジャガイモ栽培のような伝統的な社会経済実践が、囲い込みと牧畜にとって代わられる、といった局地的な事情による土地をめぐる紛争に、その起源を遡ることができる。農民の抵抗は、牧柵の破壊、牧草地に転換された農地での夜間耕作、牧畜の殺傷や解放など、様々な形態をとった。コンエーカー (conacre) と呼ばれた、年間11カ月だけ土地を借りる形態の小規模な農地になっていたところが多い地域では、抵抗は「伝統的な倫理的、社会的規範に反する行いを是正するもの」であり、「当然の報い」と考えられていた。モリー・マグワイアズは、自分たちが「地主たちの法、警察や裁判所の制度の不公正、土地を握っている連中の罪に反対し、自分たち自身の正当な法を」執行しているのだと信じていた。1840年代における、モリー・マグワイアズが「土地を握っている連中」への対応として行った、密かに土地を掘り返してコンエーカーにしか使えないようにするという行為は、1760年代における Whiteboys や、1820年代から1930年代はじめにかけての Terry Alts を踏襲したものであった。
アイルランド北西部のドニゴール (Donegal) では、モリー・マグワイアズが、農民たちが集団として土地の借り受け、地主の差配ではなく自分たちで使用する土地を分配する、ランデール制を行っていた。そこでは「a cow's grass（雌牛1頭分の草）」といった概念、すなわち夏の間に放牧し、冬に干し草を与えて1頭の雌牛を維持できるだけの草が得られる広さが、土地を測る単位として用いられた。土地の分割に際しては、放牧地としての質が考慮されたが、一部では家族の中で土地を再分割することもよく行われた。また、コモンズに準じて共同利用される土地もあった。このような慣行は「記録のない大昔から」存在していたが、借地人の権利を保護する書面による賃貸借契約はなかった。地主たちが新たな土地利用を、例えば、集中的な牧羊のように「極めて破壊的な」実験を、実施しようとすれば、ドニゴールであれ他の場所であれ、それに実力で抵抗する借地人もいた。
地主や、その代理人のほとんどがプロテスタントであったのに対し、モリー・マグワイアズはカトリックであり、このことが両者の関係をこじらせ、複雑にしていく要因となった。農民たちの暴力は、アイルランド人の地主代理人や仲介者、あるいは同じ借地人にも向けられた。商人や製粉業者は、値段を高くすると襲うぞと脅迫された。地主代理人は、脅迫され、殴打され、暗殺されることもあった。誰かが追われた後にその土地を借り受けた新たな借地人も、よく狙われた。
地域のモリー・マグワイアズの親玉は、時には女装し、子どもの食べ物を物乞いする母親に変装して、活動しているともされていた。こうした親玉は、商店に出向いて、店員に小麦粉か何か食品を物乞いする。もし店員が恵んでやらないとモリー・マグワイアズが店に入り、この件を通報するとどうなるか店主を脅しながら、手当り次第に商品を持ち去のである。
モリー・マグワイアズという名の起源については、いくつもの民俗伝承がある。モリーという未亡人が家から追い立てられ、家を取り返すために味方してくれる仲間に秘密結社を結ばせたとか、もぐり酒場 (シビーン) の店主がモリー・マグワイアという名で、その酒場が集会場所であったとか、また別の説では、モリー・マグワイアは男勝りの若い女性で、男たちを率いて農村部のあちこちで夜間の襲撃を繰り返した、といった類である。
ケビン・ケニーは、男性が女装して女性名を名乗るという変装が、分かりやすい社会的規範からの逸脱であったということが、最も妥当な説明であろうと考えている。Whiteboys は、白いリンネル（亜麻布）のゆったりとした仕事着 (frock) を衣服の上に重ねて着ていることで知られていたが、モリー・マグワイアズは、燃やしたコルクで顔を黒く塗っていた。ケニーは、顔を黒く塗ったり女性の服を着ることが、無言で演じられる伝統的民俗劇ママーズ・プレイ (Mummers Play) に共通しており、祝祭の日には、無言の演者たちが一軒一軒の家を回り、食べ物や金銭、飲み物などを演技への報酬として求めるのが習わしであったことを指摘している。ほかの秘密結社でも、Threshers、Peep o'Day Boys、Lady Rocks、Lady Clares などは、いずれも女性に変装をすることがあった。

## アメリカ合衆国におけるモリー・マグワイアズ
多くの歴史家たちは（例えば、フィラデルフィアの the Holocaust Awareness Museum の元キュレーターであるフィリップ・ローゼン (Philip Rosen) などは）、モリー・マグワイアズの組織は19世紀にアイルランドからの移民たちが合衆国に持ち込んだものであり、秘密結社としての活動が合衆国でも継続されていたと考えている。彼らがいたのは、石炭地帯 (Coal Region) と称された無煙炭の炭田が広がる地域の一角であった、ペンシルベニア州の ラッカワナ、ルザーン、コロンビア、スクーカル 、カーボン、ノーサンバーランドの各郡だった。モリー・マグワイアズに加わっていたアイルランド系坑夫たちは、かつてアイルランドで地主に対して暴力的に対抗したのと同じように、脅迫と暴力による戦術で、19世紀の無煙炭採炭企業に対峙したのである。

### 歴史家たちの見解が分かれる点
アイルランドにおける農民の暴力の歴史が、19世紀末の10年以上にわたって続いたペンシルベニア州の産炭地における犯罪の背景にあったことは疑いがない。しかし、歴史家アリーン・オースティン (Aleine Austin) は、次のように述べている。

事実として明らかなのは、モリーズに対して向けられたテロルの大きさの方が、この無学なアイルランド人たちが引き起こしたものよりもずっと大きなものであったということである。

アイルランド系移民のための合法的な自助組織として、当時既に AOH が存在していたが、大部分の主流派の作家たちは、モリー・マグワイアズが秘密組織としてペンシルベニア州に存在し、AOHをフロント組織として使っていた、という見方を受け入れている。この点においても、歴史家たちの見解は分かれている。例えば、ジョセフ・レイバックの1966年（初版は1959年）の著作『A History of American Labor』は、「モリー・マグワイアズが何者なのかが実証されたことは、これまでまったくなかった」と述べている。
モリーたちが暴力的で破壊的な集団として実在した、という考えに立っている著者たちも、モリー・マグワイアズの歴史全体について疑問を投げかける重要な学術的見解の存在を認めている。ジェームズ・D・ホラン (James D. Horan) とハワード・スウィゲット (Howard Swiggett) は、共著書『The Pinkerton Story』を、ピンカートン探偵社と、モリーズを裁くというその使命に共感的な立場から執筆している。しかし、彼らは次のようにも述べている。

モリー・マグワイアズに関する事柄については、厳密かつ公平な正確さを確保することは、極めて難しい。賢明な人物であれば、そのような組織はまったく存在していなかったと考えることだろう。... しかし、われわれは互いに誓いを交わし結束した秘密組織のメンバーが、組織の設備や人員を利用して、個人的な復讐を実行していたのだと強く信じている。...

「労働と資本が戦争状態にあり、民主党と共和党、プロテスタントとカトリック、移民とアメリカ生まれが同様であった」時代についての、こうした見解の相違は、おそらくは避け難いものなのであろう。いずれにせよ、今日の主流となっている見解は、モリー・マグワイアズが実在し、AOHと関係していたというものである。

### メディアの注目
リチャード・ボイヤー (Richard Boyer) とハーバート・モレス (Herbert Morais) は著書『Labor's Untold Story』で、モリー・マグワイアズを創り出したのは実業家フランクリン・B・ゴウエン (Franklin B. Gowen) であったとして、次のように述べている。

今日、多くの歴史家が同意しているのは、ペンシルベニア州にはモリー・マグワイアズとして知られていた組織はいかなるものも存在していなかった—ただし、新聞報道によってゴウエンの糾弾が広範囲に広まった後は、戦闘的な炭坑労働者は誰もがモリー・マグワイアと呼ばれるようになった、ということである。

富も権力も握り、スクールキル郡の地区検事でもあったゴウエンは、次のように宣言することでこうした認識が広めることになった。

モリー・マグワイアと呼ばれる男がいれば、それだけで絞首刑にするのに十分な理由になるのだ。

逮捕された男たちは、裁判の前から、はっきりと有罪であることを前提として、報道で取り上げられることが多く、モリー・マグワイアという用語は、公然と殺人と結びつけて使われた。殺人事件を自由勝手に集団としてのモリー・マグワイアズに結びつけ、彼らの文化的、宗教的伝統を、犯罪と懲罰に関連づけることで、報道は当時の反アイルランド系、反カトリックという感情を煽りたてて、報道の時点における現下の、ないし将来の陪審員たちに、容易に影響を与えることもできたであろう。

ここで取り上げるのは、近く行われる予定の、カーボン郡サミット・ヒル (Summit Hill) 近郊のランスフォード (Lansford) で採炭業者リー・アンド・ウィルケスバー石炭会社 (Lehigh and Wilkesbarre Coal Company) の炭鉱の親方ジョン・P・ジョーンズ (John P. Jones) を殺害した、モリー・マグワイアズの裁判である。

殺人犯のひとりは既に始末され、次の火曜日には別のひとりが裁判にかけられる。

裁判における両陣営の論戦は激しくなることが予想されるが、現状は被告にとって相当不利なようである。殺人実行者の特定は完璧で、一連の証拠の結びつきもしっかりして攻撃できる余地はなく、州当局側に立つ証言者は多数にのぼっているので、ほとんど誰もが、ケリーがドイルと同じ運命をたどることを疑っていない。

この憂鬱な状況を興味を引くものにしているのは、今や運命の時を待っている男たちがアイルランド系でカトリックだという事実が、出自や宗教をめぐる偏見を掻き立てているということである。しかし、こうした感情は、辛抱強く公明正大な審問が法廷で行われることを妨げるものではなく、彼らには正当な権利が与えられ、完全な正義が行われることであろう。

（ニューヨーク・タイムズ紙、1876年3月27日）

### 歴史的経緯
1870年代に、鉄道と炭鉱を支配していたのは、強力な金融シンジケートであった。石炭会社は、「一財産をつくれるという約束」で海外からの移民を引き寄せ、雇い入れた。数百人ずつ貨車に詰め込まれて運ばれてきた移民労働者たちは、英語を話せる坑夫に代わっていった、としてジョージ・コーソン (George Korson) は次のように述べている。

（英語を話せる坑夫たちは）...ひとつの炭鉱で、また別の炭鉱で、徐々に退職を強いられ、この仕事をまったく止めて別の仕事に転職するか、別の炭鉱に去っていったが、それは、アメリカ・インディアンが西方へと消えていった様子にも似ていた...

移民労働者たちは、安全に関する指示書きを読むことさえできないこともしばしばだった。

（移民労働者たちは）...安全に関する事前の注意に反してしまい、常に危険に直面している状態だった。炭鉱での災害による死傷事故は、頻繁に新聞紙上を賑わし、国民に衝撃を与えていた。

ペンシルベニア州スクールキル郡では2万2千人の炭坑夫が働いていた。このうち5千5百人は7歳から16歳までの子どもで、週給1ドルから3ドルで、石炭からスレート（粘板岩）を選別する作業をしていた。負傷や高齢のために切羽で働けなくなった坑夫も、石炭を適当な大きさにまで破砕する「ブレーカー（破砕機）」のところでスレートを取り除く作業を割り当てられていた。つまり、多くの年老いた坑夫たちは、炭鉱での生活の最後を、若い頃にこの仕事を始めたときと同じように過ごしたのである。
坑夫の生活は、「苦く、恐ろしい闘い」であった。

坑夫の日常の作業は、ランプの薄暗い明かりを頼りに、滴り落ちる泥水の中を、炭塵 (coal dust) や粉煙に包まれながら、這い回ることであった...この闘いは困難なものであった。

#### 災害事故の頻発
坑夫たちの賃金は低く、労働環境はひどいもので、死者や重傷者の数は毎年何百人にも上っていた。1869年9月6日、ペンシルベニア州ルザーン郡アボンデールの炭鉱で発生した火災は、110人もの炭坑夫の命を奪った (Avondale Mine Disaster)。遺族たちは、予備の脱出口のために費用支出をしていなかったとして、石炭会社を非難した。

...炭鉱の所有者たちは、ひとりの例外もなく、何年もの間、非常時の脱出口や、換気や排水の設備を設けたり、しっかりした足場をめぐらすといったことを拒んでいた。スクールキル郡だけで、7年間で566人の坑夫が事故で落命し、1,655人が重傷を負っていた...

坑夫たちは、上がっていく稼働速度にも消耗させられていた。1877年11月号の「ハーパーズ・ニュー・マンスリー・マガジン  (Harper's New Monthly Magazine)」は、坑夫にインタビューした記者の次のようなコメントを載せている。

ひとりの坑夫の話では、坑内では食事をとる時間もなく、持ち込んだ食べ物に手をつけずに戻ってくることもしばしばだという。自分が担当する炭車を、運搬係が回収に来るまでにいっぱいにしておかないと、7台を一杯にすることが1日のノルマとされているうちの1台逃すことになってしまうのだ。

アボンデール炭鉱で火災の犠牲者の遺体が回収されてきたとき、スクールキル郡労働者共済組合 (Workingmen's Benevolent Association of Schuylkill County, WBA) の代表だったジョン・サイニー (John Siney) は、周辺地域から集まってきた何千もの坑夫を前に、荷馬車の上に登って話しかけた。

諸君。もし、ブーツを履いたまま死ぬべき運命なら、家族のため、故郷のため、祖国のために死のう。だが、罠にかかったネズミのように、諸君が使うツルハシほどにも、諸君に関心をもたない連中のために死ぬのは、もう止めにしよう。

サイニーは坑夫たちに、労働組合への参加を呼びかけ、数千人がその日のうちに組合に結集した。
坑夫たちの中には、さらに偏見や迫害にさらされる者もいた。1840年代から1860年代にかけて、2万人のアイルランド系労働者がスクールキル郡にやってきた。当時、炭田地域は、暴力や殺人の横行する時代であり、その一部はモリーズの犯行だった。

#### 6年間の不況
1873年から1879年にかけての時期は、経済の急拡大、株式の暴落、資金供給の減少によって引き起こされた、アメリカ合衆国史上最悪の不況期のひとつであった。1877年には、全国の労働者の5分の1は完全に失業しており、5分の2は年に6-7カ月以下しか働いておらず、年を通して常雇いで働いている者は5分の1しかいないと推定された。しかし、誰もが等しく困難に陥っていたわけではなかった。

「空腹を抱えた労働者に生活を支えるだけの賃金を支払うことができない、と言っている鉄道会社の役員たちが、豪華な私有の自動車で地方を乗り回している」のを、労働者たちは、怒りをもって見ていた。

#### 労働組合に対する炭鉱所有者たちの動き
フィラデルフィア・アンド・レディング鉄道 (Philadelphia and Reading Railroad) やPhiladelphia and Reading Coal and Iron Companyの社長であったフランクリン・B・ゴウエンは、移民1世のアイルランド系アメリカ人で、プロテスタントであった。「世界一裕福な無煙炭炭鉱主」と呼ばれたゴウエンは、アラン・ピンカートンの配下を雇ってモリー・マグワイアズに対処した。ピンカートンは、アイルランド北東部（現在の北アイルランド）アーマー県出身のジェームズ・マクパーランド (James McParland)を選び、モリーズに対する秘密工作を進めさせた。マクパーランドによれば、彼はジェームズ・マッケンナ (James McKenna) という変名を用い、モリー・マグワイアズの組織に信頼された一員として潜入していた、という。マクパーランドの任務は、殺人計画や陰謀の証拠集めであり、その情報をピンカートン探偵社の担当者に渡すことだった。マクパーランドはまた、モリー・マグワイアズのメンバーを最終的に逮捕・訴追することを目指して調整をするため、私設警察 (private police) 組織「炭・鉄警察」(Coal and Iron Police) に派遣されていた別のピンカートンのエージェントと密かに連携し始めた。
1863年から1867年にかけて、スクールキル郡では50件もの不可解な殺人事件が起きていたが、その捜査は進捗していなかった。「地域全体が静けさに包まれ、それを破るのはささやかな銃声だけ」であった。
マクパーランドは次のように記している。

私はこの状況にほとほとうんざりしていた。何も進んでいる様子がなかったのだ。

ペンシルベニア州における無煙炭坑夫の85パーセントに相当する3万人が結集し、労働組合はますます強力になりつつあった。しかし、ゴウエンは自分たちの側の連携を築き、炭鉱経営者たちすべてを集めて無煙炭取引委員会 (Anthracite Board of Trade) という雇用者側の団体を結成した。鉄道に加え、ゴウエンはペンシルベニア州南部の炭鉱の3分の2を所有していた。彼はリスクを恐れない、野心に満ちた人物だった。ゴウエンは敵に打撃を与えて決着をつける決意を固めた。

#### 労働組合、モリーズ、AOH
現在の研究者たちの間で、激しく論争されている論点のひとつは、労働者共済組合 (WBA)、モリーズ、そしてその隠れ蓑になっていると噂された古ヒベルニア騎士団(Ancient Order of Hibernians, AOH) の関係である。歴史家ケビン・ケニーは、有罪判決を受けた男たちは全員がAOHのメンバーであったこと指摘した上で、しかし、「モリー・マグワイアズ自体は、その目的や動機はもちろん、それが存在したという証拠さえ、事実上、何も残さなかった」と記している。
ジェームズ・マクパーランドは調査に入る前からもっていた個人的知識に基づいて、活動に圧力が加えられたモリー・マグワイアズが、新たに Ancient Order of Hibernians (AOH) と名乗るようになったのだ、と考えていた。マクパーランドは調査開始後、スクールキル郡には AOH の会員が450人ほどいると推定していた。ケニーは AOH を「平和的な社交組織」と見ているが、同時に、1870年代のピンカートン探偵社が、ペンシルベニア州においてAOH の会員が多い地域と、その地域へ多くの移民を送り出していたアイルランドの地域との相関と突き止めていたことも指摘している。アイルランドの暴力的傾向が強い地域と、ペンシルベニア炭田で暴力が生じていた地域は、対応関係があるとされた。
ジェームズ・マクパーランドの足跡を追った著書『Big Trouble』の中で、アンソニー・ルーカスは次のように記している。

WBAを運営していたのは、断固として暴力に反対だった（イングランドの）ランカシャー出身者たちだった。しかし、（ゴウエンは）労働組合にモリーズの色を塗る機会があると考え、実行し、州の調査委員会でそのように証言した...「私はこの労働者共済組合が犯行に及んだと非難しているのではありませんが、申し上げたいのは、夜、密かに誰それの命を奪うべしなどと投票するような組合が存在しているということです...私はこの組合を非難しているのではなく、犯行を実行したもうひとつの組合を非難しているのであります。それから、撃たれた男たちは労働者共済組合の指示に敢えて従わなかった男たちばかりでした。」

ピンカートン探偵社のエージェントであるマクパーランドがスクールキル郡に存在していると推定した450人のAOH会員のうち、400人ほどは労働組合にも入っていた。しかし、ケニーは次のような見方をしている。

モリー・マグワイアズの立場と、一人前に成長した労働組合の立場は、根本的に異なる組織形態、抗議形態をとっていた。

ケニーはまた、当時のペンシルベニア州産業統計局 (Pennsylvania Bureau of Industrial Statistics) が、労働組合と、モリー・マグワイアズによるとされた暴力とをはっきり区別していたことも指摘している。産業統計局の報告書によれば、暴力沙汰の歴史は南北戦争当時にまで遡ることができるが、WBA は報告書の時点で結成から5年しか経っておらず、その間に「雇用者と非雇用者の間の関係」は大きく改善されてきた、とされていた。産業統計局は、労働組合の存在が、「犯罪のカーニバル」状態を終わらせたのだ、と結論づけている。ケニーはさらに、WBA の指導者たちはモリー・マグワイアズに対して「常に、誰もが反対していた」ことも指摘してい。
ケニーは、続けて次のように述べている。

大多数のアイルランド系炭鉱労働者は WBA に所属しており、1872年当時の執行役員の概ね半数はアイルランド系の名前が占めていた。しかし、WBA に加え、モリー・マグワイアズと呼ばれる緩やかな組織が存在しており、その構成員はアイルランド系だけであった...双方の組織形態は...無煙炭地域における生活と労働の条件を改善しようとするものであった。しかし、労働組合の戦略が、間接的、段階的、平和的なものであり、無煙炭地域に広がる体系的な組織化を目指していたのに対して、モリー・マグワイアズのそれは直接的、暴力的、散発的で、特定の局地的な範囲に留まるものであった。

ケニーの見るところでは、熟練を要する職の大部分を占めていた（アイルランド以外の）イギリス出身の坑夫と、未熟練労働に従事する多数のアイルランド系労働者の間には、しばしば緊張関係も生じていた。しかし、そのような相違にもかかわらず、WBA は対立に解決策を提示し、ほとんどの場合において、相違を克服していく「すばらしい仕事をしていた」という。

炭鉱労働者であれば誰でも、職種、出身国、信仰などに関係なく、WBAに加盟することができた。結果的に、WBAは何人かの「モリー・マグワイアズ」組織の中に抱えていたに相違ない。WBAの組織には、AOHのメンバーも多数いたし、労働組合の一部不満分子は、特に対立が激化した1875年には、指導者たちの意向に反して暴力を好んだという証拠もある。しかし、WBA の指導者には、モリーズに与する者はいなかったし、彼らは機会があるたびにモリー・マグワイアズを非難し、労働争議戦略としての暴力を非難していた。労働組合と秘密結社の構成員の間に、何らかの重なりがあったことは疑いないが、両者はイデオロギーにおいても、組織においても、別物であったと見なければならない。

WBAとモリーズの関係がどのようなものであったにせよ、両者の運命は絡み合ったものになった—それは、少なくとも部分的には、権力ある立場にいた者の多くが、両者の間の違いを認めようとしていなかった結果でもあった

#### 自警団の正義
当時、ゴウエンの腹心であったF・P・デュイーズ (F. P. Dewees) は、1873年に「ゴウエン氏は、大きくなりすぎた「労働組合」の力を削ぎ、できることならばモリー・マグワイアズを根絶する必要があると深く認識した」と記している。1874年12月、ゴウエンに主導された炭鉱経営者たちは、賃金の2割削減を公表した。坑夫たちは1875年1月1日にストライキを決定した。

3月に、労働組合の指導者であり、AOHの指導者でもあったエドワード・コイル (Edward Coyle) が殺害された。別のAOH会員も、炭鉱監督者ブラッドレー某に率いられたモドックス (the Modocs)に銃撃され、殺された。ある炭鉱の親方だったパトリック・バリー(Patrick Vary)は、坑夫たちが集まっていたところに発砲し、後にゴウエンが吹聴した所では、彼らが「逃げ去った後には、点々とどこまでも続く血痕があった」という。タスカローラ (Tuscarora) では坑夫の集会が自警団に襲われ、労働者1人が撃ち殺され、数名が負傷した。

ピンカートン探偵社の手先のひとり、ロバート・J・リンデン (Robert J. Linden) は、炭・鉄警察の業務に従事しながら、マクパーランドの支援に送り込まれていた。1875年8月29日、アラン・ピンカートン (Allan Pinkerton) は、ピンカートン探偵社の総監督ジョージ・バングスに書き送った書簡の中で、モリー・マグワイアズに対して自警団活動を行うよう勧めていた。

M.M.'s（モリー・マグワイアズ）は根っからのゴロツキ連中だ...リンデンに自警団委員会を立ち上げさせよう。人数は大勢でなくていいが、リンデンには、M.M.'sに恐ろしい報復を与える覚悟がある奴を集めてやれ。そうすれば、みんな目を覚ますだろうし、M.M.'s の連中はふさわしい報いを受けるだろう。

1875年12月10日未明、男性3人と女性2人が、覆面をした男たちに襲われた。ルーカスの見立てでは、この襲撃は「ピンカートンのメモに概要が記されていた戦略を反映しているように思われるという。犠牲者となったのは、マクパーランドが密かにモリーズだと察知した 人々であった。男性1人は家で殺され、モリーズだと疑われた他の2人は、負傷しながらも脱出した。モリーズの一員とされたある男性の妻は、撃ち殺された。
マクパーランドは、自分が提供した情報が、無差別殺人者たちの手に渡っているのを見て激怒した。襲撃事件の詳細を聞いたマクパーランドは、ピンカートン探偵社の上司への書簡で抗議をした。マクパーランドは、自分の労働側への潜入調査の結果、モリーズの構成員が暗殺されることには反対しなかった—それは「連中にふさわしい当然の報い」だった。しかし、マクパーランドが罪のない犠牲者と考えていた「女子供の殺害」まで、自警団が進んでやろうとしていることが明らかになると、マクパーランドは、仕事から降りてしまった。マクパーランドは書簡で次のように記している。

金曜日：今朝8時に覆面の男たちがオドネル夫人の家に押し込み...ジェームズ・オドネル別名フライデー、チャールズ・オドネル、ジェームズ・マカリスターを殺し、マカリスター夫人も家の外に連れ出されて撃たれた（ジェームズ・マカリスターの妻）。というわけで、オドネル家については、当然の報いを得た訳で、私としても満足だ。私はこの連中が何者であるのかを報告した。連中に関する情報はすべて明確に伝えてきたし、いつ裁判になっても十分に公判を維持できると思うが、証人たちは臆病で、とうてい証言できないかもしれない。私は、神と人類の利益に適うよう、何カ月も前からあなたに、これだけとんでもない事件が起きているのに当局が一向に解決に乗り出そうとしていないことを、指摘してきた。今朝、起きて、私自身がマカリスター夫人の殺人者であることを知った。この女性が、事件とどう関係していたというのだろう—スリーパーズ （モリー・マグワイアズ）は最悪の場合、女性を撃ち殺しただろうか。もし私がここにいなければ、自警団委員会は誰が犯人かは分からなかったはずであるし、彼ら（自警団）が血に飢えて女性を撃ったことが明らかになった以上、ここに私は辞表を提出し、この手紙が受け取られた時点でただちにその効力が生じるものとする。私は怖じ気づいて辞職するのではなく、ただもう連中が自分でやるべきだというだけだ。こちらも敵方も同様だということが分かった以上、私はもう関わらないし、これ以上、女子供の殺害行為の付属物であり続けるつもりはない。自警団がお手本を示した以上、スリーパーズ （モリー・マグワイアズ）も女性を手に掛けることを厭わなくなるはずだ。

この（辞表にもなっている）マクパーランドの自警団の一件についての報告には、誤りも含まれているようだ。死者の数は誤っている。ジェームズ・"フライデー"・オドネル (James "Friday" O'Donnell) とチャールズ・マカリスター (Charles McAllister) は、「負傷したが脱出し」ている。報告では、この2人が自警団に殺されたことになっている。こうした報告は、誤りや、まだ確かめられていない情報も含んでいたが、日々ピンカートンの調査員たちから集められていた。報告の中身は、ピンカートンのクライアントにはタイプ打ちされた報告書になって定期的に提供されていた。
マクパーランドは、彼の日報がモリーズに敵対するならず者の手に渡っているに違いないと考えた。マクパーランドの上司であるピンカートン探偵社のベンジャミン・フランクリン (Benjamin Franklin) は、自警団による殺人にピンカートン探偵社は「関わっていないと（マクパーランドを）納得させるのに腐心した」と自ら述べている。マクパーランドは説得されて、辞意を翻した。
フランク・ウェンリッチ (Frank Wenrich) という名のペンシルベニア州兵中尉が、自警団の指導者として逮捕されたが、保釈金が支払われて釈放された。その後、マクパーランドが密かに殺人犯と目していたヒュー・マッギーハン (Hugh McGeehan) という21歳の坑夫が、正体不明の暗殺者に銃撃され、負傷した。さらに、マッギーハンの家族の家にも銃弾が浴びせられた。

#### 労働組合指導部の投獄
州兵と炭・鉄警察は地域をパトロールするようになり、労働組合の指導部は「新聞に激しく非難され」、「祭壇からも、演壇からも非難され」ていた。アボンデール炭鉱の火災の際に坑夫たちに演説した労働組合の指導者ジョン・サイニーは、仲裁を支持してストライキに反対していたが、5月12日に、スト破りの導入に抗議するため集まった大集会の場で、逮捕された。坑夫全国連合の組織担当者だったシンゴ・パークス (Xingo Parkes) や、組合の役員26人も一緒に逮捕された。容疑は、全員が「陰謀」であった。ジョン・ホールデン・オウズ判事は陪審団に次のように教示した。

...どのような合意、連携、連合であっても、労働やモノやその他諸々を含め、完売可能な商品の値段を上げようとしたり、下げようとする行為は、ペンシルベニア州の法では陰謀の罪に問うことができます。

組合役員のうち2人に判決を下す際、オウズ判事は次のように説いた。

私の見る所、ジョイス君、君は組合の代表者になるようだね。それからマロニー君、君は組合の書記になるようだ。だから君たちには1年の懲役という判決を下すよ。

#### ストライキの敗北
指導者たちが投獄され、ストライキ参加者に対する自警団の攻撃が続き、労働組合はほとんど崩壊していた。ゴウエンは、モリー・マグワイアズの犯行とされる「殺人と放火の記事を、新聞に溢れさせた」。新聞は、イリノイ州やジャージー・シティ、オハイオ州の炭田地域で起きていたストライキを、いずれもモリー・マグアイアズの差し金だとする記事を書き連ねた。こうした報道は、事実であると広く信じられていた
スクールキル郡では、ストライキに参加した坑夫たちやその家族が、餓死の危機に瀕していた。あるストライキ参加者は友人に次のように書き送った。

最後にお目にかかって以降、一番下の子どもを埋葬する羽目になりましたが、この子の亡くなる前日には、6人の子どもを抱えるわが家にひとかけらの食べ物もなくなっていました。

アンドリュー・ロイ (Andrew Roy) は、アメリカにおける炭坑夫の歴史についての著書の中で、次のように記している。

何百もの家族が、朝起きて、一片のパンと水だけの朝食をとり、夕食はどうすればよいのかと途方に暮れた。毎日毎日、男も女も、子どもたちも、近くの森に出かけて（食べられる）根を掘り、香草を摘んで何とか生きながらえていた...

6カ月にわたる闘いの後、ストライキは敗北し、坑夫たちは賃金の2割削減を受け入れて仕事に戻った。しかし、AOHに所属する坑夫たちは闘いを続けた。マクパーランドは、モリーズへの支持が拡大していることを報告の中に記している。

去年の冬には、誰がモリー・マグワイアズかも知らなかったような男たちが、喜んで彼らの手をとり、彼らを大事にしている。もし親方たちが、こうした連中にひどい事をすれば彼らは結社の方に助けを求めそうだ。

ルーカスは、この（ストライキの）敗北は屈辱的なものであり、モリー・マグワイアズの暴力の発端はこのストライキの敗北後にあった、と考えている。

判事、弁護士、警官は、圧倒的にウェールズ系、ドイツ系、イングランド系であった...炭田地域のアイルランド系がその苦難の解決を法廷に訴えようとしても、司法手続きは引き延ばされたり、曖昧にごまかされたり、門前払いを食うことが多かった。もはや司法制度に正義を求められなくなった彼らは、その代わりにモリーズを頼った...夏が過ぎるまでに—ウェールズ系とドイツ系ばかり—6人が命を奪われた。

ボイヤーとモレスは、殺害が一方的ではなかったと論じている。

戦闘的な坑夫が行方不明になり、後からその死体が使われていない坑道で見つかるということも、しばしば起こった。

#### マクパーランドが組織の「内輪」に潜入する
何ヶ月もの間、小さな進捗を積み重ねたマクパーランドは、「内輪」による様々な計画について報告するようになった。モリーズのひとりを銃撃して負傷させた、ウェールズ系のゴーマー・ジェームズ (Gomer James) を、復讐として殺害する計画ができていた。しかし、報復の輪の回転は緩やかだった。そのうちに、別の暴力が起きてしまう。

坑夫たちがストライキを打っていた11月は、血なまぐさい月だった。11月18日前後の3日間に、スクラントン (Scranton) の北のカーボンデール (Carbondale) の街頭でモリーズのひとりが死体で発見され、別の男が喉を切り裂かれ、身元不明の男が森の中で磷付にされており、炭鉱の親方のひとりが袋だたきにされ、スクラントンでも1人殺された。ある老婦人に対する脅迫と、モリーズのひとりであったダウアティ (Dougherty) の暗殺未遂が、（別のモリーズのグループの）3人の仕業だと明らかになったが、（ダウアティは）ただちに、この計画を企てたとしてW・M・トマス (W.M. Thomas) の殺害を求めた。

月末の日、ゴウエン配下のスト破りが襲来し、サミットの電報局が焼かれ、鉄道の線路が外される事態となり、マクパーランドは（ピンカートン探偵社の上司に）秩序回復のために制服警官を派遣するよう進言した。

鉄道橋の破壊は、外部者が居合わせたので中止された。マハノイ・シティ (Mahanoy City) の公共広場は、イングランド系とウェールズ系によって、アイルランド系の立ち入りが禁じられた。アイルランド系は実力で広場を占拠する事も検討したが、結局その考えは放棄された。
一方、モリーズのひとりを殺害したと目されたトマスが、働いていた職場で殺されたという知らせが伝えられた。マクパーランドは報告の中で、マクパーランド自身が、身を潜めている実行犯たちに食べ物とウィスキーを持って行くよう頼まれた、と記した。ホランとスウィゲットは次のように記している。

おそらく、ひとりの人間としてのブリー・ビル・トマス（Bully Bill Thomas）は、ウェールズ系で、その仇敵たちよりマシとは言えない人物だったのであろうが、ある意味では驚くべき存在だった。彼を殺そうとした連中は、職場のドアに死体を放置して現場を立ち去ったが、2日後になるまで、実は彼が生きていたということに気づかなかったのである。

また、パット・マッカロン (Pat McCarron) と地域巡査だったベンジャミン・ヨストという2人の夜警を狙った別の計画も進行していた。モリーズとされたジミー・ケリガン (Jimmy Kerrigan) とトマス・ダフィ (Thomas Duffy) は、彼らを何度も逮捕していたヨストを軽蔑していたと言われている。ヨストは、街灯（ガス灯）を消そうとしていたときに銃撃された。当時この作業は、街灯の柱に上って行なわなければならなかった。ヨストは死亡する前に、自分を撃ったのはアイルランド系だったが、ケリガンでもダフィでもなかった、と報告を残した。
マクパーランドの記録には、ウィリアム・ラブ (William Love) という名のモリーズのひとりが、ジラードビル (Girardville) で、グウィザー (Gwyther) という治安判事を殺したことが記されている。シャナンドー (Shenandoah) では、正体不明のモリーズが、酒場の主人を店の前で負傷させた。ゴーマー・ジェームズは、バーにいたところを襲われて、殺された。さらに、記録によれは、トマス・サンガー (Thomas Sanger) という名の炭鉱の親方を、一緒にいたウィリアム・ユーレン (William Uren) という男ともども殺した、とマクパーランドにモリーズたちが話したという。事前にこの計画を知っていたマクパーランドは、この親方を保護する手配を試みていたが、それは成功しなかったのである。
繰り返される殺人、暗殺に対して、十分に証拠が集まっているのか、また、十分な数のモリーズが逮捕できるのかには、懸念が残っており、マクパーランドは、依然として正体を明かさないまま活動した。

#### 裁判
フランクリン・ゴウエンは、初めてピンカートン探偵社を雇ったときに、モリー・マグワイアズは資本側と労働側の双方を「操り人形」にできるほど強力だと主張していた。操る側とされたモリーズたちの裁判が始まったとき、ゴウエン自身が特別検察官に任命された。
ベンジャミン・ヨスト殺害の罪で、ヒュー・マッギーハン、ジェームズ・キャロル (James Carroll)、トマス・ダフィ (Thomas Duffy)、ジェームズ・ボイル (James Boyle)、ジャームズ・ロアリティ (James Roarity) が起訴された最初の裁判は、1876年5月に始まった。ヨストは、彼を襲った男たちが誰かを分かっていなかった。ケリガンは、ダフィとともに、夜警を恨んで殺害に及んだと報じられていたが、州当局側の証人として、労働組合の指導者たちや、他の坑夫に不利な証言をするようになる。しかし、ケリガンの妻ファニー (Fanny Kerrigan) は法廷で、夫が殺人を犯したと証言した。彼女は証言で、捕われている夫に衣類を差し入れるのを拒否したのは、夫が「無実の人たちに濡れ衣を着せようとしている」からだ、とも述べた。彼女は、自分がこの話をするのはまったく自発的であり、この殺人事件について真実を語る事しか、自分の関心はないとも述べている。ゴウエンは、彼女に対して反対尋問を行なったが、彼女の証言を揺るがす事はできなかった。他の人々は彼女の証言を支持し、ケリガンが特別扱いされたのは、ジャームズ・マクパーランドがケリガンの義理の妹メアリ・アン・ヒギンズ (Mary Ann Higgins) と婚約していたからではないかと疑った。この最初の裁判は、陪審員のひとりが死んだために無効と宣言された。改めての裁判では、ファニー・ケリガンは証言しなかった。5人の被告は死刑となり、ケリガンは釈放された。
職長トマス・サンガーとその友人ウィリアム・ユーレンを殺したとされるトム・マンレーの裁判は、全面的にジャームズ・マクパーランドの証言とひとりの目撃者の証言によって進められた。目撃者は、宣誓の上で、犯人の顔をはっきり見たが、それはマンレーではなかった、と証言した。しかし、陪審団は、マンレーが内々に殺人を告白したという、マクパーランドの証言を採用した。マンレーは死刑となった。
別の4人の坑夫が殺人罪に問われた裁判でも、有罪判決が出た。その証拠となったのは、たった2人、ジャームズ・マクパーランドとケリー・ザ・バム（Kelly the Bum、「浮浪者ケリー」の意）の証言だった。マクパーランドは直接の証拠は持っていなかったが、4人が自分たちの犯行を認める話をマクパーランドにしたことを記録していた。ケリー・ザ・バムは、殺人犯として監獄に入れられていたが、「イエス・キリストを密告してでもここから出たい」と言っていたという。証言への報いとして、彼に対する殺人の訴えは棄却された。

11月には、マカリスターに有罪判決が下った。
一連のモリー・マグワイアズの裁判で、マクパーランドの証言が証拠となって絞首台に送られた男たちは10名にのぼった。被告側の弁護士たちは、マクパーランドがおとり捜査で情報を得ながら、被害者に身に迫る死の危険を警告しなかったことを、繰り返し強調した。一方、マクパーランドは、AOHとモリーズが同じ組織である以上、被告たちは殺人で有罪だと証言した。
何年も後、ある事件の裁判の準備中に、ジャームズ・マクパーランドは同じ裁判の別の証人になった、ハリー・オーチャード (Harry Orchard) という大量殺人（Colorado Labor Wars）を告白した男に、ケリー・ザ・バムは、労働組合に敵対する証言をして自由の身になったばかりか、「外国での新しい生活への補助」として千ドルを与えられた、という話をよくしていたという。マクパーランドは、オーチャードを説得して、まったく別の労働組合である西部鉱山労働者連合 (Western Federation of Miners, WFM) の指導者ビル・ヘイウッド (Bill Haywood) に、別の殺人事件の濡れ衣を着せようとしていたのである。モリー・マグワイアズの裁判とは違ってWFMの指導者は放免され、オーチャードだけが有罪となり、残りの人生を監獄の中で過ごすことになった。

#### 処刑
1877年6月21日、6人がスクールキル郡ポッツビルの刑務所で絞首刑となり、4人がカーボン郡モーク・チャンク (Mauch Chunk)で絞首刑となった。後者の絞首台は、カーボン郡刑務所内に建てられた。
ポッツビルで処刑されたのは、ベンジャミン・ヨスト殺害の罪を問われたトマス・ダフィ、ジェームズ・キャロル、ジャームズ・ロアリティ、ジェームズ・ボイル、ヒュー・マッギーハンの5名と、トマス・サンガー及びウィリアム・ユーレン殺害の罪を問われたトマス・マンレーであった。
ポッツビルでは、銃剣を付けた銃を持った州兵が監獄と絞首台の周囲を取り囲んだ。多数の坑夫たちが妻子を連れて周辺地域から集まり、一晩中、死刑囚たちを讃えて歩き続けた。9時には、「ポッツビルの群衆は見渡す限りに広がっていた」という。家族で集まった人々は押し黙っており、それは死に行く者への「民衆が敬意を表する方法」であった。トム・マンレーの老父は、息子の無実を信じていることを示すため、10マイル（16キロメートル）以上を歩いてギルバートン (Gilberton) からやって来ていた。マンレーの妻は、門が閉じられた数分後に到着したが、当局は近親者であっても最後の別れの機会を与えなかった。彼女は門の前で悲嘆にくれて泣き叫び、気絶するまで扉にぶつかり続けたが、遂に中には入れなかった。
モーク・チャンクで処刑されたのは、ランスフォードで炭鉱の親方ジョン・P・ジョーンズを殺害したとされたマイケル・デイル (Michael Doyle) とエドワード・ケリー (Edward Kelly)、サミット・ヒルでモーガン・パウエル (Morgan Powell)を殺害したとされたアレキサンダー・キャンベル (Alexander Campbell)、そしてジョン・"ブラックジャック"・キーホー (John "Black Jack" Kehoe) であった。彼らの裁判について、カーボン郡の判事ジョン・P・ラベル (John P. Lavelle) は次のように述べている。

モリー・マグワイアズ裁判は、州当局の全面降伏であった。一私企業が私立探偵会社による捜査を主導し、私設警察が被疑者たちを逮捕し、炭鉱会社の顧問弁護士が、被疑者たちを告発した。州当局が用意したのは、法廷と絞首台だけだった。

伝説によれば、アレキサンダー・キャンベルは処刑の直前に、収監されていた17号房の壁に泥の手形を残し、「私の言葉には証拠がある。この私の印しはぬぐい去ることはできない。それは永遠に残り、郡当局は無実の男を縛り首にしたという恥辱にさらされ続けるのだ。」と言い残した。その後、この手形を消そうと、壁を削ったり、壊して作り直したりと、様々な努力がされたが、同じ場所に手形が現れたとされた。
マイケル・J・ドイル (Michael J. Doyle) とヒュー・マッギーハンが、まず絞首台に連れて行かれた。トマス・マンレー、ジェームズ・キャロル、ジェームズ・ロアリティ、ジェームズ・ボイル、トマス・ダフィ、エドワード・ケリー、アレキサンダー・キャンベル、ジョン・ドナヒューが、これに続いた。いずれの裁判も、ドレーハー (Dreher) 判事が判決を下していた。
その後の2年間で、さらに10人に死刑が宣告され、トマス・P・フィッシャー (Thomas P. Fisher)、ジョン・キーホー (John Kehoe)、パトリック・ヘスター (Patrick Hester)、ピーター・マクヒュー (Peter McHugh)、パトリック・タリー (Patrick Tully)、ピーター・マクマナス (Peter McManus)、デニス・ドネリー (Dennis Donnelly)、マーティン・バーガン (Martin Bergan)、ジェームズ・マクダネル (James McDonnell)、チャールズ・シャープ (Charles Sharpe)が、モーク・チャンク、ポッツビル、ブルームズバーグ (Bloomsburg)、サンベリーで絞首刑に処された。

### ジェームズ・フォード・ローズによるモリー・マグワイアズ論
モリー・マグワイアズについての記述の多くは、この地域で暴力が広く横行していたこと、自警団が活動していたこと、炭鉱労働者たちに「対して」暴力が振るわれていたことなどを、まったく認めようとしない時期に、あるいは、そのような時期の直後に記されたものである。
1910年、実業家で、歴史家でもあったジェームズ・フォード・ローズ (James Ford Rhodes) は、歴史学の一流専門誌『American Historical Review』に、（モリー・マグワイアズについて）重要な学術的分析を発表した。

### 正義はもたらされたのか
一部の論者は、正義が全うされたと断言してきた。産業側のあるスポークスマンは、裁判後、次のように述べた。

無煙炭地方に、再び平和が戻ってきた。モリー・マグワイアズは、事実上死に絶えたのだ。無煙炭地方の住民は、今、ようやくもたらされた、この祝福された平和を満喫している。神の支配の下、正義は必ず全うされ、正しい者が勝利を収めるのだ。

そこまではっきりとは断言できない、とする者もいた。ホランとスウィゲットは、ピンカートン探偵社を擁護する立場から本を著し「何年もの間、悪者どもは悪事を企んできたが、ついに法の連中を捕らえたのである」と記した。しかし、モリー・マグワイアズに判決を下した裁判に対する彼らの評価は、多くの但し書きが付けられるものであることが、ある脚注によって示唆されている。彼らは、「当時のやり方や状況には、今日から見れば嫌悪すべきように思われるような面も、もちろん多々あった。」と記したが、この見解に付された脚注は次のように説明をしている。

裁判では、地区検事たちに対して、特別な支援がフィラデルフィア・アンド・レディング鉄道、リーハイ・アンド・ウィルクス・バール[石炭](Lehigh and Wilkes Barre)、リーハイ・バレー[鉄道](Lehigh Valley)から提供されていた。シュレーゲル教授は著書『Ruler of the Reading』の中で、「モリーズの裁判とその後の話は、[ゴウエンの]人生の出来事の中でも、最も信が置けないものである」と述べている。コロンビア大学のアラン・ネヴィンズ(Allan Nevins)、ヘンリー・スティール・コマジャー(Henry Steele Commager)両教授は、いずれも優れた学者であるが、シュレーゲル教授の研究と結論の真実性と健常性を一致して認めている。

ホランとスウィゲットは、他の論者が論じている点にも言及している。

…刑罰は行き過ぎであり、一部の被告の罪は、加わったというだけでしかなく、それも、自分の罪を軽くしてもらおうとした別の被告の証言で辛うじて支えられるような主張であった。

ボイヤーとモレスは、次のように述べている。

マクパーランドが証言に合意し、実際に証言したのは、ゴウエンが排除したいと望んだ者たちがいずれも、それぞれ様々な殺人事件への関与を、自由かつ自発的にマクパーランドに告白した、ということであった。マクパーランドの言葉は、郡内のあちこちの刑務所にいた、様々な収監者たちによって補強されたが、それに対する報酬は釈放であった。一連の裁判において、マクパーランドの証言を支えた者たちの中に、ケリー・ザ・バムの名で知られた、ありとあらゆる犯罪に手を染めたと自ら認めていた服役者がいた。またジミー・ケリガンという名の収監者は、その妻が彼自身の犯行だと証言した殺人事件について、AOHの一員だった坑夫を犯人として告発した。

『A History of American Labor』の著者ジョセフ・レイバックは、次のように述べている。

モリー・マグワイアズのエピソードは、この地域における労働組合運動のあらゆる痕跡を破壊するという明白に表明された目的のために、炭鉱経営者たちが意図的に作り上げたものである、という告発が、これまでにもなされてきた…このような主張を裏付ける証拠がある…いわゆる「犯罪の波」が無煙炭地方に生じたのは、ピンカートン探偵社がやって来てから後のことで…犯罪の被害者の多くは、労働組合の指導者たちや、普通の坑夫たちだった。[被告側に]敵対する証拠を提供したのは、ピンカートン探偵社のジェームズ・マクパーランドであり、それを補強したのは、自分の罪の免責を保証された男たちであって、証拠は不正で矛盾を孕んだものであったが、その効果は破滅的だった…裁判によって、無煙炭地方に残っていた労働組合運動を、一時的とはいえ破壊した…さらに重要だったのは、事件が民衆に与えた印象だった...坑夫の連中は本質的に犯罪者だ...

組合の立場からの見解は、1877年6月22日の『Miners' Journal』に次のように表明されていた。

彼らが何をしたというのだろう？ 労働への対価が、ふさわしいものでないときに、ストライキを組織したということである。

### 後日談
モリー・マグワイアズの裁判の2年後、ペンシルベニア州スクラントンの市長選挙で、労働組合がテレンス・V・パウダリー(Terence V. Powderly)を支援したとき、パウダリー陣営は相手方から「モリー・マグワイアズ公認候補」と中傷された。
1979年、リバラル派の民主党員であったペンシルベニア州知事ミルトン・シャープ(Milton Shapp)は、ジャック・キーホーに死後恩赦を与え、名誉を回復した。これは、ペンシルベニア州の恩赦委員会がキーホーの裁判と、それを取り巻いていた状況を精査した上で、恩赦を勧告したことを受けたものであった。シャープ知事は「モリー・マグワイアズと呼ばれた」キーホーたちを、組合を組織する闘争の「英雄」であったとして讃えた。

## 大衆文化におけるモリー・マグワイアズ
- 近代野球においてアメリカンリーグに所属するクリーブランドのチームは、1912年から1914年まで「クリーブランド・モリー・マグワイアズ」と名乗った後、1915年に「クリーブランド・インディアンス」に改称した。
- 一連の事件に基づいた映画『男の闘い(The Molly Maguires)』が、ショーン・コネリー、リチャード・ハリスの主演で1970年に公開された[94]。
- シャーロック・ホームズが活躍するシリーズの長編『恐怖の谷』の第二章は、モリー・マグワイアズの話に基づいている。
- 米国の西部劇テレビ・シリーズ『バークレー牧場』の「Heritage」の回では、1870年代のカリフォルニア州を舞台に、シエラ山脈中の架空の炭鉱でのモリー・マグワイアズの姿を描いている。炭鉱のストライキの際に、中国人労働者を使うことにアイルランド系の坑夫たちが抗議するという内容であった。
- 民間伝承研究家で、ジャーナリストでもあったジョージ・コーソンは、ペンシルベニア州の坑夫の生活に魅了され、それを主題に何曲もの歌を書き、文章も残したが、その最良のものは『Minstrels of the Mine Patch』であり、その中の1章はもっぱらモリー・マグワイアズを取り上げ「"Coal Dust on the Fiddle」と題されている[95]。
- アイルランドのフォーク・バンド、ザ・ダブリナーズ(The Dubliners)は「Molly Maguires」という曲を発表している[96]。
- アメリカ合衆国のアイリッシュ・フォーク・バンド The Irish Balladeers は、歴史を踏まえて「The Sons of Molly」という曲を作って録音した[97]。この曲は後に、カナダのアイリッシュ・フォーク・バンド The Peelers がカバーした[98]。
- スウェーデンのアイリッシュ・フォーク音楽/スカ・バンドである Molly は、元々は「Molly Maguire」と称していた。
- ペンシルベニア州オリファント(Olyphant)には、モリー・マグワイアズの名を冠したバーがある[99]。
- 2003年に発表されたコンピュータ・ゲーム『Freelancer』には、モリーズと称する元は小惑星の坑夫たちだった犯罪集団が登場し、恒星ダブリン系の金鉱の支配をめぐって闘いが起こる。
- レアード・バロン(Laird Barron)の短編「Bulldozer[100]」に登場する主人公（Jonah Koenig）は、ピンカートン探偵社の探偵で、モリー・マグワイアズへの潜入捜査と彼らを告発する証言で有名になった、という設定になっている。
- 「The Ballad of the O'Donnell House」という歌[101]や、Loretta A. Murphy[102] の小説『The Pipes Are Calling[103]』は、モリー・マグワイアズの時代とウィガンズ・パッチの虐殺の真実に焦点を当てたものである。
- カナダのアイリッシュ・フォーク・バンド The Irish Rovers の2000年のアルバム『Upon A Shamrock Shore』には、「Lament for the Molly Maguires」という曲が収録されている[104]。
- アイルランドのフォーク・バンド Hair of the Dog の2001年のアルバム『At The Parting Glass』には、「Ghosts of Molly Maguires」という曲が収録されている[105]。
- Lucia Dailey の歴史小説『Mine Seed[106]』は、一次資料、オーラル・ヒストリー、その他の歴史的記録を用いて、炭鉱所有者側が描いた「暴力的な」「モリーズ」の姿に大きな疑問を投げかけている。同書は、無煙炭地方（やその他の地域）の労働者や組合活動家に対する産業資本家の言説を取り上げ、そこでは「共産主義者」、「モリー・マグワイアズ」などといった扇情的な用語や侮蔑語が、組合の指導者たちやストライキ参加者を暴力的で危険な存在として表現するために動員されていたことを明らかにしている。さらに、不公正な法廷や手続き、自警団や軍による十年にも及んだ組合への弾圧、「モリーズ」として告発された者たちがスクールキル郡で処刑された1877年に至る様々な事件が、詳しく描いている。1902年の無煙炭地方でのストライキの際に、セオドア・ルーズベルト大統領（とクラレンス・ダロウ）は、炭坑夫側にたって事態に介入した。炭鉱の国有化をちらつかせながら、ルーズベルトは産業資本家たちを、合衆国史上初めて仲裁のための交渉のテーブルに就かせた。これはまた、政府が労働者側に立って所有者たちに対峙し、ストライキを「終息」させるために労働者に対して暴力をふるったり、暴力を用いて脅迫したりすることを否定した、最初の機会であった。

## 関連文献

### 一次資料
- Dewees, Francis P. The Molly Maguires: The Origin, Growth, and Character of the Organization (1877; 1964)

### 学術的二次資料
- Adams, Sean Patrick. "The US Coal Industry in the Nineteenth Century". EH.Net Encyclopedia, August 15, 2001 - 学術的展望
- Bimba, Anthony, The Molly Maguires.  New York: International Publishers, 1970
- Broehl, Jr., Wayne G. The Molly Maguires, Cambridge: Harvard UP, 1964
- Foner, Phillip, A History of the Labor Movement in the United States.  4 vols. New York: International Publishers, 1947-1964.
- Gudelunas, Jr., William Anthony, and William G. Shade. Before the Molly Maguires: The Emergence of the Ethnoreligious Factor in the Politics of the Lower Anthracite Region: 1844-1872. New York: Arno Press, 1976. ISBN 978-0405093395. - 局地的な政治や、倫理的闘争について論じている。
- Kenny, Kevin, "The Molly Maguires in Popular Culture", Journal of American Ethnic History (1995) 14(4): 27-46. - 小説8作品と映画1本を取り上げ、一般的なモリー・マグワイアズの描写が、否定的なものから肯定的なものへと変化してきた過程を検討している。
- Kenny, Kevin. "The Molly Maguires and the Catholic Church", Labor History 1995 36(3): 345-376. - カトリック司教たちがモリーズやAOHに対峙し、アイルランド系のコミュニティから暴力を排除し、法に従うよう努めた様子を報告している。

### 一般書
- Burke, William H. (Jan. 2005). Anthracite Lads: A True Story of the Fabled Molly Maguires. Erie County Historical Society. pp. 242. ISBN 9781883658472
- Dailey, Lucia (2002-12-10). Mine Seed. AuthorHouse. pp. 172. ISBN 978-1403366979 - 同書を書評した Howard Zinnは、文学作品としては例外的な作品と評した。オーラル・ヒストリーや一次資料を用い、坑夫たちの立場から労働運動の闘いを描いている。
- Orth, Samuel P. (1919). The Armies of Labor. New Haven: Yale University Press 2011年3月31日閲覧。 - 第4章は19世紀の労働運動史の優れた展望になっている。
- Zinn, Howard (2003-04-01) [1980]. A People's History of the United States (1492-Present). pp. 752 2011年3月31日閲覧。
- コナン・ドイル「恐怖の谷」 - 第2部に登場する「スコウラーズ」はモリーがモデル。